# Jan Lucemburský
Jan Lucemburský zvaný Slepý, mimo český prostor zvaný i Jan Český (lucembursky Jean/Johann vu Béimen, Jean/Johann vu Lëtzebuerg, Jang de Blannen, německy Johann von Böhmen, Johann von Luxemburg, Johannes der Blinde, francouzsky Jean de Luxembourg et de Bohême či také Jean l'Aveugle, 10. srpna 1296 – 26. srpna 1346, Kresčak) byl desátý český král (1310–1346, korunován 1311), lucemburský hrabě a titulární polský král v letech 1310–1335. Dlouholetým Janovým sekretářem a diplomatem byl francouzský básník a hudební skladatel Guillaume de Machaut, který po králově smrti na svého patrona sepsal oslavnou báseň Soud českého krále.

## Syn římského krále

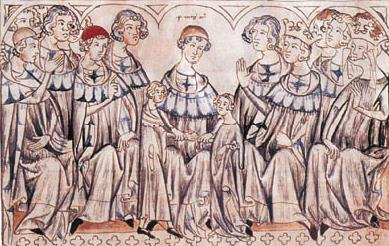
Svatba Jana Lucemburského a Elišky Přemyslovny ve Špýru

Jan byl jediným synem lucemburského hraběte, římského krále Jindřicha VII. a Markéty, dcery Jana Brabantského, vítěze v bitvě u Worringenu, v níž zemřel Jindřichův otec a strýcové. Jindřich VII. se s Markétou, neteří francouzského krále Filipa IV. oženil roku 1292 či 1293. K uzavření sňatku bylo zapotřebí papežského dispenzu, neboť oba mladí lidé byli ve třetím stupni příbuzenství. Sňatek měl zpečetit mír mezi Brabantskem a Lucemburskem. Nová lucemburská hraběnka prý byla velmi zbožná a krásná a na svého manžela a jeho rozhodnutí měla dobrý vliv.
| „                     | A požehnal Bůh této hraběnce, že počala a porodila syna svého prvorozeného, který dostal při křtu duchovního znovuzrození jméno Jan...Narodil se ten chlapec Jan léta Páně 1296 v den svatého Vavřince mučedníka... | “ |
| — Zbraslavská kronika | |   |

Jan vyrůstal na francouzském královském dvoře Filipa Sličného a protože se jeho otec po svém zvolení římskoněmeckým králem (27. listopadu 1308) mínil zajímat hlavně o říšskou politiku, čtrnáctiletý Jan měl titul „hrabě lucemburský, hrabě v Laroche a markrabě v Arlonu.“
Roku 1309 čeští vyslanci, cisterciáčtí opati při cestě na generální kapitulu do Citeaux, kteří nebyli spokojení s vládou Jindřicha Korutanského, požádali Jindřicha VII. o pomoc - jeho jediný syn se měl oženit s princeznou Eliškou. Jindřich se zprvu obával anarchie v Čechách a pověsti o zavraždění vlastního panovníka Václava III. a chtěl s Eliškou oženit svého mladšího bratra Walrama.
| „                     | Můj bratr má věk, jest s to za sebe mluviti a bojovati, Jan však, můj syn, je velmi útlý chlapec a maličký chlapec. Běda pak zemi, když král její dítě jest. | “ |
| — Zbraslavská kronika | |   |

V červenci roku 1310 po počáteční nechuti a nátlaku českého poselstva dojednal nástup svého čtrnáctiletého syna Jana na český trůn. Eliška se měla v určité lhůtě dostavit do Špýru, jinak by byla ujednání zrušena. Ještě na poslední chvíli se Lucemburkové pokoušeli změnit osud tím, že Přemyslovně poslali naproti rytířského Walrama. Doufali marně, že osmnáctiletou dívku okouzlí spíše zralý muž než čtrnáctiletý hošík.
31. srpna proběhly zásnuby mladičkého Jana s Eliškou Přemyslovnou a o den později se ve špýrské katedrále konala slavná svatba.
| „                     | ..po skončení evangelia vrhli se ženich a nevěsta na zemi před hlavním oltářem a přijali od arcibiskupa dar požehnání... | “ |
| — Zbraslavská kronika | |   |

## Inaugurační diplomy, korunovace a královský dvůr

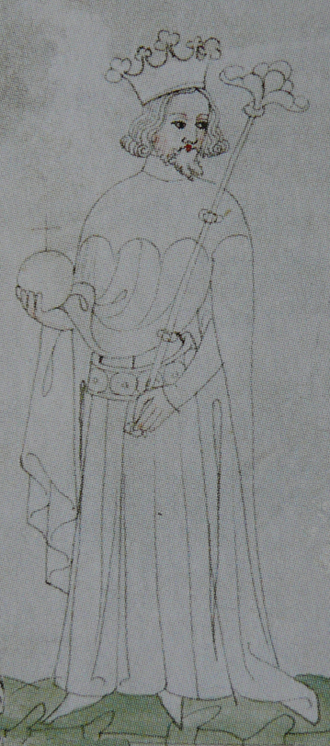
Jan jako král český na vyobrazení ze Zbraslavské kroniky

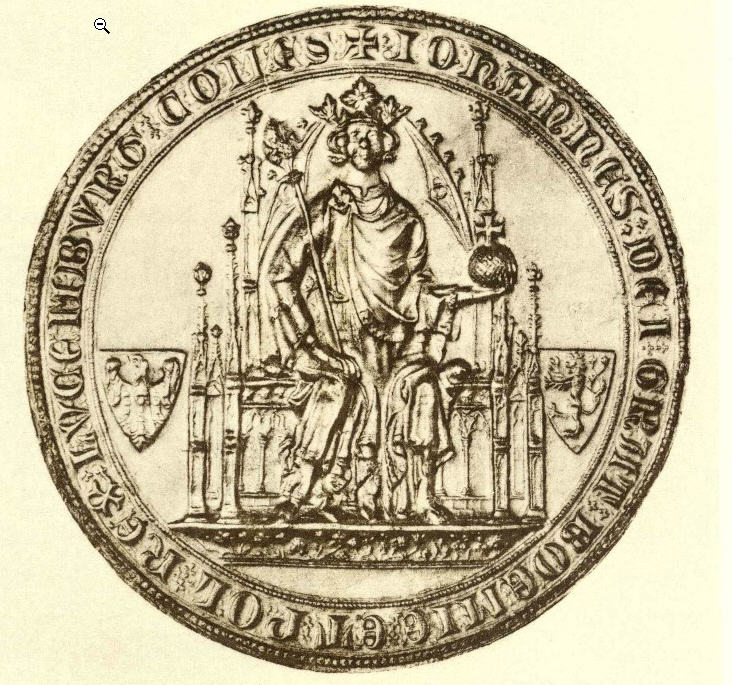
Janova královská pečeť

Poté byl Jan nucen vojensky obsadit Čechy a koncem roku přijal slib věrnosti od českých stavů, jimž potvrdil jejich privilegia v první volební kapitulaci v českých dějinách: inaugurační diplomy (v prosinci 1310 pro Čechy a v červnu 1311 pro Moravu) mimo jiné domácí šlechtě zaručovaly, že nebude povinna vojensky podporovat krále v zahraničí, a že úřady v obou zemích budou zastávány pouze rodáky (což Jan takřka vzápětí porušil). Berně mohly být využity pouze na obranu království, nikoli na zahraniční výpravy. Daně nemohly být vypisovány bez souhlasu zemského sněmu. Šlechtě se naopak nepodařilo získat možnost odkázat svůj majetek (statky) libovolné osobě, ale jen rodinným příslušníkům do 4. pokolení. Pokud tito neexistovali, majetek propadl králi. Diplomy se nezabývaly zahraniční a územní politikou. I přes existenci diplomů však docházelo k problémům ve vztahu mezi panovníkem a šlechtou. Originál se dochoval pouze jeden a to moravský, který byl vydán 18. června 1311 v Brně. Verze pro Čechy se nedochovala a její znění známe pouze zprostředkovaně díky listině Karla IV., která tyto diplomy potvrzovala.
Korunovace měla být kvůli neúčasti Jindřicha VII. otce nového krále, nejprve odložena, ale na nátlak šlechty se nakonec odehrála v neděli 7. února 1311 v bazilice sv. Víta, kdy byl Petrem z Aspeltu korunován českým králem.
| „                     | Neboť byl tehdy a je dodnes mladík překrásný, zjevem spanilý, v tváři „bílý a červený, vybraný z tisíců", sličný krásou nad syny skoro všech lidí, které v těch dobách zrodila spanilá ztepilost vybrané přirozené krásy Čechů... | “ |
| — Zbraslavská kronika | |   |

V čele královské rady Jana Lucemburského stanul Petr z Aspeltu. Dalšími rádci nečeského původu byli například Albrecht z Hohenlohe, Filip z Falkensteina nebo Jindřich Fuldský. Na dvoře krále působili i čeští rádci, mimo jiné Jindřich z Lipé, který zastával post nejvyššího maršálka, Jan z Vartemberka coby nejvyšší číšník, nebo Petr z Rožmberka na postu nejvyššího komorníka. Dobré vztahy si král udržoval i s českými biskupy, tedy s pražským biskupem Janem IV. z Dražic a olomouckým biskupem Petrem II. Ti mu vypomáhali hlavně finančně.
Když roku 1310 přišel Jan Lucemburský do Prahy, národ k němu vzhlížel s upřímnými nadějemi v to, že po letech rozbrojů zavládne v zemi klid. Netrval však dlouho. V době, kdy se měl sžít s novým prostředím, poslouchal Jan rádce svého otce, pokoušel se vládnout s ohledem na říšskou politiku, která byla pro Lucemburky prioritní, a jeho vzorem byl způsob vlády na francouzském dvoře. Sebevědomá česká šlechta však nechtěla silného panovníka, zatímco Eliška Přemyslovna, která měla zpočátku na mladšího manžela velký vliv, usilovala o obnovu pevné královské vlády v duchu Přemyslovců, což však v té době bylo nereálné. Smrt otce v roce 1313 Janovi postavení dále zkomplikovala. Česká šlechta si vymohla, že veškeré zemské úřady přešly do jejích rukou a rádci museli ze dvora odejít.

## První roky vlády

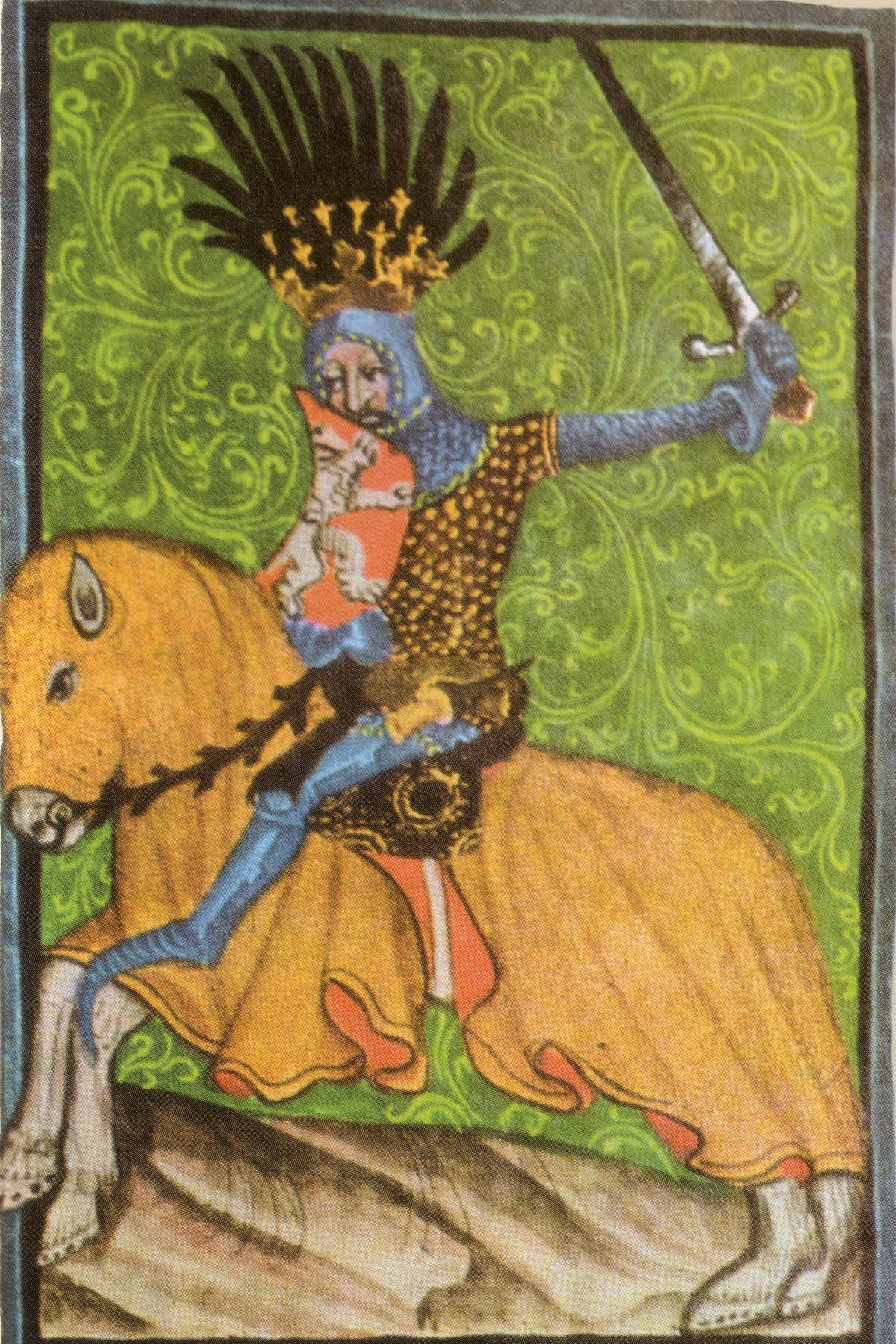
Jezdecký portrét krále Jana v Gelnhausenově kodexu

Protože podmínkou pro zvolení římského krále bylo osmnáct let věku, Jan se nemohl stát otcovým nástupcem. Když viděl, že šance na zvolení má spíš rakouský vévoda Fridrich Sličný, což bylo nebezpečné pro české království, rozjel kampaň, na jejímž konci byl novým římským králem zvolen Ludvík Bavor, od kterého pak získal pro české království řadu významných ústupků. V červenci 1315 porazil Jan Fridrichova spojence, hornouherského magnáta Matúše Čáka Trenčianského, jehož oddíly napadaly Moravu, v bitvě o Holíč.
V říjnu 1315 nechal Jan zatknout mocného podkomořího Jindřicha z Lipé, pravděpodobně z popudu manželky, která velmi nelibě nesla, že se Jindřich v té době sblížil s královnou vdovou Eliškou Rejčkou. Příčinou však mohlo být i to, že Jindřich z výtěžku urbury přednostně uspokojoval šlechtické věřitele a méně odváděl samému králi. Zatčení vyvolalo značný odpor šlechty a vypukla domácí válka, která někdy bývá nazývána válkou dvou královen. Jindřich z Lipé byl po půl roce ve vězení na hradě Týřov osvobozen.
Jan Lucemburský brzy po uzavření smíru odjel do Lucemburska. Vládu svěřil mohučskému arcibiskupovi. Když ten rezignoval, vládu převzala ctižádostivá a neústupná královna a domácí válka se rozhořela znovu. Stály proti sobě dvě šlechtické skupiny: v čele skupiny podporující královnu stál Vilém Zajíc z Valdeka, v čele druhé Jindřich z Lipé. Eliška přivolala manžela, který si na pomoc proti odbojné šlechtě pozval německé žoldnéře. Domácí šlechta se v důsledku toho sjednotila a králi hrozilo, že přijde o českou korunu. Mír zprostředkoval až římský král Ludvík Bavor. Roku 1318 byly podepsány tzv. Domažlické úmluvy, které ve svých důsledcích posílily moc šlechty.
Jan se se situací smířil, nikoli však Eliška. Podezření, že chce Eliška vyhlásit králem prvorozeného syna Václava a vládnout jako regentka, přivedlo Jana k tomu, že jí syna odebral a vykázal ji na Mělník. O rok později se pokusil o vzpouru proti králi pražský patriciát, který uzavřel spojenectví s Eliškou a Vilémem Valdekem. Jan dokonce okupoval Prahu, ale revolta skončila smírem. Poté Jan ztratil o Čechy zájem – bral je jako zdroj financí pro rodovou evropskou politiku. V roce 1319 pozval evropské rytíře na velkolepý turnaj do Prahy. Nikdo z cizinců ale na turnaj nedorazil. Další turnaj Jan uspořádal v únoru 1321. Byl při něm sražen z koně, který se splašil a vážně krále zranil.
V dalších letech pobýval Jan v českých zemích minimálně. Správu země obvykle svěřoval některému ze šlechticů z okruhu Jindřicha z Lipé.

## Král hospodář

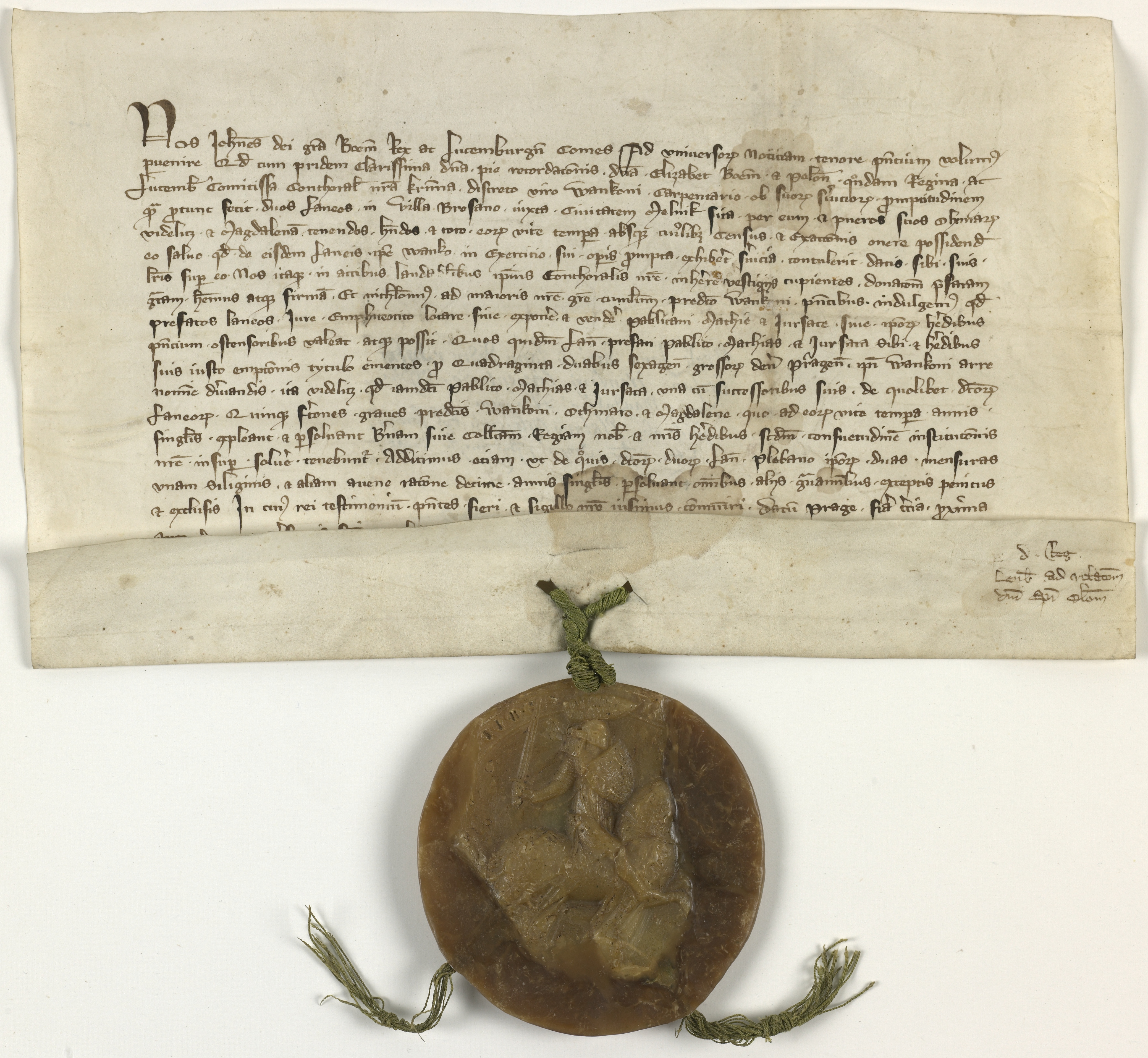
Listina Jana Lucemburského z roku 1336, která potvrzuje tesaři Vaňkovi darování dvou lánů ve vsi Brozánky od královny Elišky (Archiv města Mělník, sign. L1, SOkA Mělník)

Od roku 1325 nechal Jan Lucemburský razit první zlaté mince v Česku a na sever od Alp. Na počest florentských odborníků, kteří je razili, byly mince nazvány florény. Původně to byly pouze kopie italských mincí, později byly raženy s Janovým portrétem a heraldickým lvem. Florény vážily 3,5 g a jejich průměr byl kolem 20 mm. Byly raženy pražskou mincovnou ze zlata těženého v Jílovém u Prahy a sloužily především jako mezinárodní platidlo. Jan Lucemburský podporoval také vydláždění pražských ulic. Jako poplatek na dláždění přenechal roku 1329 Starému Městu pražskému clo z prodeje vína. Roku 1331 povolil Starému Městu pražskému pro vydláždění ulic vybírat clo z každého vozu, který projede jeho hradbami (krom vozů s kamením). Roku 1338 povolil vybírat zvláštní poplatek na dláždění i Malé Straně.

## Král diplomat

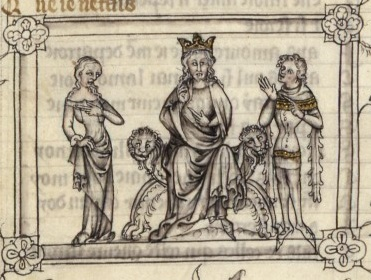
Soud českého krále (středověká iluminace)

Aktivita krále Jana však byla zaměřena především na zahraniční politiku, kde také byl mnohem úspěšnější. Kromě toho, že byl pravidelným hostem papeže a francouzských králů, s nimiž až dosud dobré vztahy ještě zintenzivnil několika výhodnými sňatky, získal v roce 1322 od Ludvíka Bavora za pomoc v bitvě u Mühldorfu proti Fridrichovi Sličnému pro české království jako trvalou zástavu Chebsko. V letech 1319–1329 byla k Českému království připojena Horní Lužice a 1335 Vratislav, k níž přiléhala značná část Slezska. Ve dvacátých a třicátých letech byl Jan Lucemburský velmi aktivní v Itálii, v roce 1331 mu císař jako říšskou zástavu potvrdil držení severoitalských měst Bergama, Bobbia, Brescie, Cremony, Milána, Novary a Pavie, dědičně získal Luccu.
Roku 1335 došlo k setkání polského krále Kazimíra III., českého krále Jana Lucemburského a uherského krále Karla Roberta v Trenčíně (pokračovalo pak ve Visegrádu), kde se Jan Lucemburský vzdal nároku na polský královský titul výměnou za 20 tisíc kop českých grošů a polský král Kazimír III. Veliký se vzdal Slezska. Tím se prakticky skončilo období vytváření pevných hranic států ve střední Evropě a dále pak docházelo už jen k menším změnám. Kazimír III. uznal přímou vládu českého krále ve Vratislavsku a Hlohovsku i jeho lenní panství nad slezskými knížaty. Z celého Slezska neuznalo lenní svrchovanost českého krále jen knížectví svídnicko-javorské, které bylo připojeno až za Karla IV. roku 1353.
S pomocí svého strýce, trevírského arcibiskupa Balduina, připravoval Jan volbu nového německého krále. 11. července 1346 byl římským králem zvolen Janův syn Karel.

## Karel a lucemburské dvojvládí
Dlouhodobá nepřítomnost krále měla za následek rozrušování struktur země a společenských poměrů a spolu s vládou panské kliky začala počátkem 30. let vzbuzovat nevoli. V říjnu 1333 přijel do Čech na popud šlechty Janův prvorozený syn Václav-Karel, napřed dokonce bez králova vědomí. Na přelomu let 1333 a 1334 udělil Jan synovi titul markrabě moravský, čímž zlegitimoval jeho postavení v českých zemích. Nastává období tzv. lucemburského dvojvládí. Napětí z tohoto způsobu vlády (navíc otec se synem neměl příliš vřelé vztahy[zdroj?]) polevilo až v roce 1341, kdy Jan Lucemburský Karlovi zajistil nástupnictví na českém trůnu. Za Karla IV. došlo k postupnému zlepšování poměrů v Čechách.
Roku 1338 král povolil zřízení Staroměstské radnice jako první v Čechách. Roku 1344 bylo pražské biskupství povýšeno na arcibiskupství, současně s tím bylo v Litomyšli zřízeno nové biskupství – v té době zemi již fakticky spravoval Karel.

## Bitva u Kresčaku

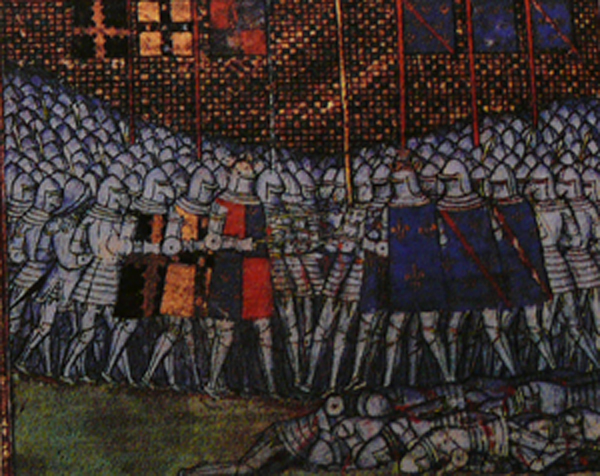
Bitva u Kresčaku na dobové iluminaci

Král Jan se účastnil už jako úplně slepý (od roku 1339) bitvy u Kresčaku, kde bojoval na straně Francie. V této bitvě anglická pěchota s lučištníky dokázala své prvenství nad francouzskou rytířskou jízdou. V bitvě, kterou lze považovat za první velkou bitvu stoleté války, měla anglická strana mnohonásobně menší ztráty než francouzská.
| „                | Když zaslechl povel k boji, zeptal se, kde je jeho syn Karel. Průvodci mu řekli, že nevědí, že se však nejspíš někde bije, načež král pravil:"Pánové, jste dnes všichni mými přáteli a bratry ve zbrani, proto vás žádám, jelikož sám jsem slepý, veďte mne tak daleko do bitevní vřavy, abych měl nepřátele na dosah meče." Rytíři souhlasili, a protože ho nechtěli ztratit v tlačenici lidí, svázali otěže koní dohromady. Krále pak dle jeho přání vysunuli o něco kupředu a tímto způsobem postupovali proti Angličanům... Postoupili však příliš kupředu a byli všichni na místě pobiti. Ráno je nalezli na zemi mrtvé, s koňmi navzájem spojenými. | “ |
| — Jean Froissart | |   |

Jan Lucemburský v bitvě u Kresčaku, obraz Viktora Barvitiuse z roku 1860

Jako poslední slova jsou mu připisována: „Toho Buoh dá nebude, aby král český z boje utiekal...“. Tato slova latinsky „Deus dabit illud non erit ut fugeret rex Bohemie a pugna“ zaznamenal Beneš Krabice z Veitmile v díle Cronica ecclesiae Pragensis, která je přepracováním kroniky (podle vůle císaře Karla IV.), kterou sepsal František Pražský. Zemřel ve stejný den jako o téměř sedmdesát let dříve jiný velký český král Přemysl Otakar II. Janovi se podařilo rozšířit území království, dát zvučné jméno titulu českého krále a připravit svého syna na následnictví.
| „                      | V paměti krále Čechů měj... Než rozžehnal se s životem učinil syna markýzem, vévodou, hrabětem i králem, a to jak zbraní, tak i právem. Tím zajistil mu celou říši. Více už o něm nenapíši, leda že dosáh, čeho chtěl. | “ |
| — Guillaume de Machaut | |   |

Jan Lucemburský byl pohřben po mnoha peripetiích v Lucemburku v katedrále Panny Marie v předsíni velkovévodské krypty.

## Osudy ostatků

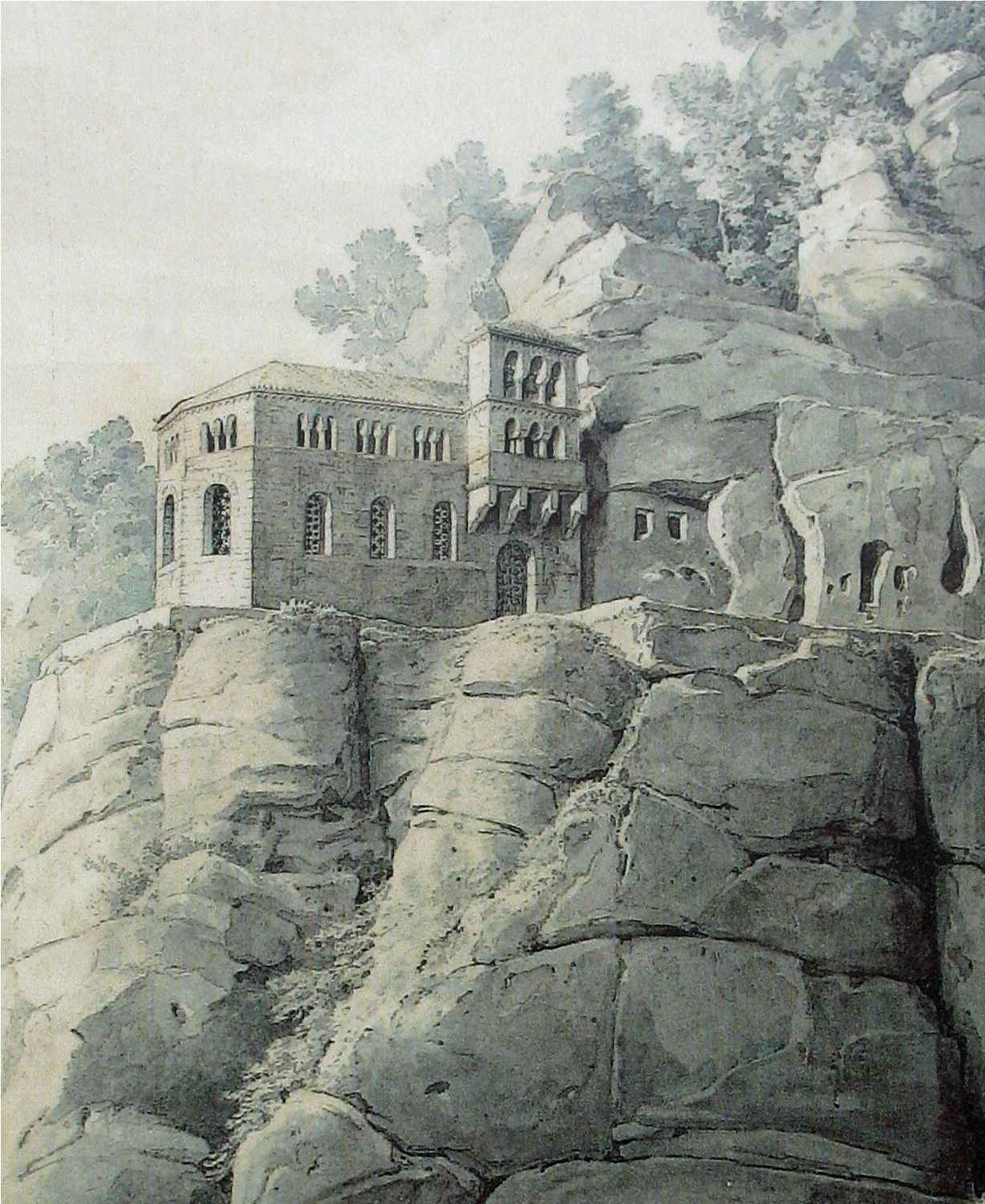
Kaple na hradě Klause Kastel, kde bylo tělo Jana Lucemburského uloženo v letech 1838–1946. Kresba kolem roku 1835 od architekta kaple Karla Friedricha Schinkela.

Ve své závěti z 9. září 1340 vyjádřil Jan Lucemburský přání, aby byl po smrti pohřben v rodném Lucembursku. Když 26. srpna roku 1346 v bitvě u Kreščaku zahynul, nebyl pochován v cisterciáckém klášteře Clairefontaine, jak si přál v závěti z roku 1340, ale dle pozdějšího přání v benediktinském klášteře Altmünster v Lucemburku. Jeho tělo bylo na příkaz anglického krále Eduarda III. nejprve uloženo nedaleko Kresčaku v opatství Valloire, teprve následně byly nabalzamované ostatky na pokyn syna Karla IV. převezeny a 7. listopadu 1346 uloženy do krypty benediktinského kláštera Panny Marie v Altmünsteru v podhradí města Lucemburku.
Když bylo opatství v roce 1543 zničeno francouzským vojskem, byly ostatky exhumovány a uloženy v klášteře františkánů v Lucemburku. Zpět k benediktinům se vrátily do nově postaveného kláštera Neumünster v roce 1613, kdy se však zjistilo, že z rakve zmizela lebka. Tu se podařilo teprve v roce 1630 získat z kabinetu kuriozit jedné šlechtické sbírky. Znovu byly ostatky dočasně vyzvednuty v roce 1684 při poničení kláštera francouzským vojskem Ludvíka XIV. K významnému poškození ostatků pak došlo v roce 1744, kdy Lucemburkem táhlo vojsko s českými vojáky, kteří si části králova těla vzali na památku.

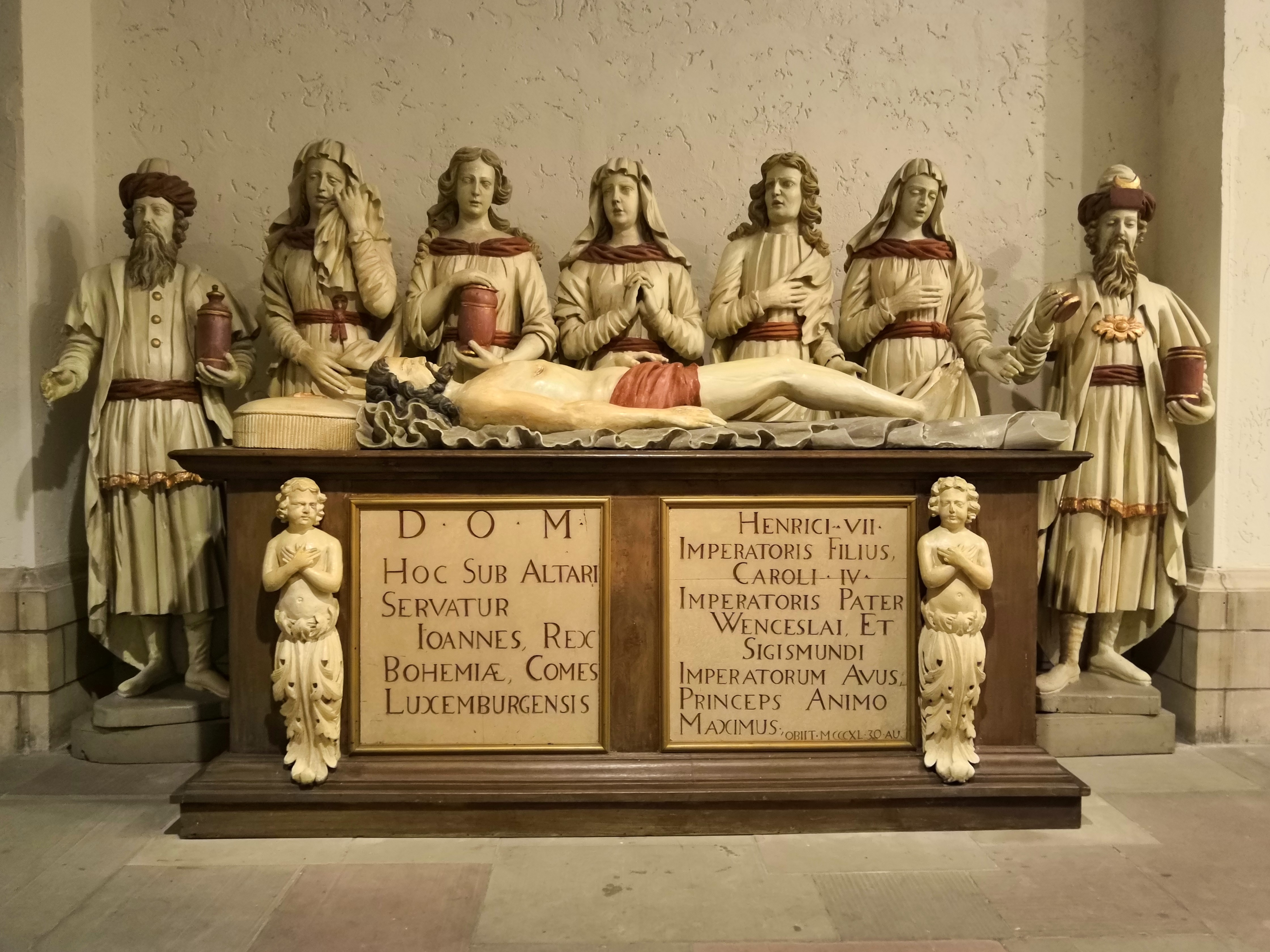
Janova pohřební tumba se sousoším Kladení do hrobu z 18. století, katedrála Notre-Dame v Lucemburku.

Během zmatku francouzské revoluce a obléhání města v roce 1795 nechal neumünsterský opat ostatky ukrýt za hromadou dřeva v domě pekaře Adama Bastiera. Odtud se později dostaly k továrníkovi a sběrateli kuriozit J. B. Bochovi-Buschmannovi do Mettlachu u Trevíru a od jeho syna v roce 1833 k Janovu potomkovi, pruskému korunnímu princi a pozdějšímu králi Fridrichu Vilémovi IV., který je odvezl do Německa. Princ pak objednal u stavitele Karla Friedricha Schinkela stavbu kaple. Jako její základ byla použita dvoupodlažní kaple vytesaná františkány již v roce 1600 ve skále na hradě Klause Kastel u města Kastel-Staadt. Ta byla pro tento účel v letech 1834 až 1835 přestavěna a 26. srpna 1838, v den výročí smrti, zde byly ostatky Jana Lucemburského v honosném sarkofágu z černého mramoru slavnostně uloženy.
Když na konci druhé světové války vstoupila lucemburská armáda společně se spojenci do oblasti Saary, obsadila také Kastel. Lucembursko pak využilo svého práva a dne 26. srpna 1946 bylo tělo Jana Lucemburského s čestným doprovodem lucemburského vojska převezeno ve velké kované truhle na lafetě zpět do rodného Lucemburku. Zde bylo uloženo zpět do původní pohřební barokní tumby z roku 1688, přenesené z Neumünsteru do předpokoje velkovévodské hrobky v kryptě katedrály Notre-Dame.
Roku 1980 byly královy ostatky dočasně převezeny do Prahy, kde byly podrobeny průzkumu antropologem Emanuelem Vlčkem a jeho týmem z Národního muzea. Poté byly ostatky převezeny zpět do Lucemburku.
V roce 2016 byl král konečně přenesen do katedrály Notre-Dame v Lucemburku s tumbou z chodby níže k hrobce velkovévodů.[zdroj?]

## Fyzická podoba, zranění, nemoci a příčina smrti

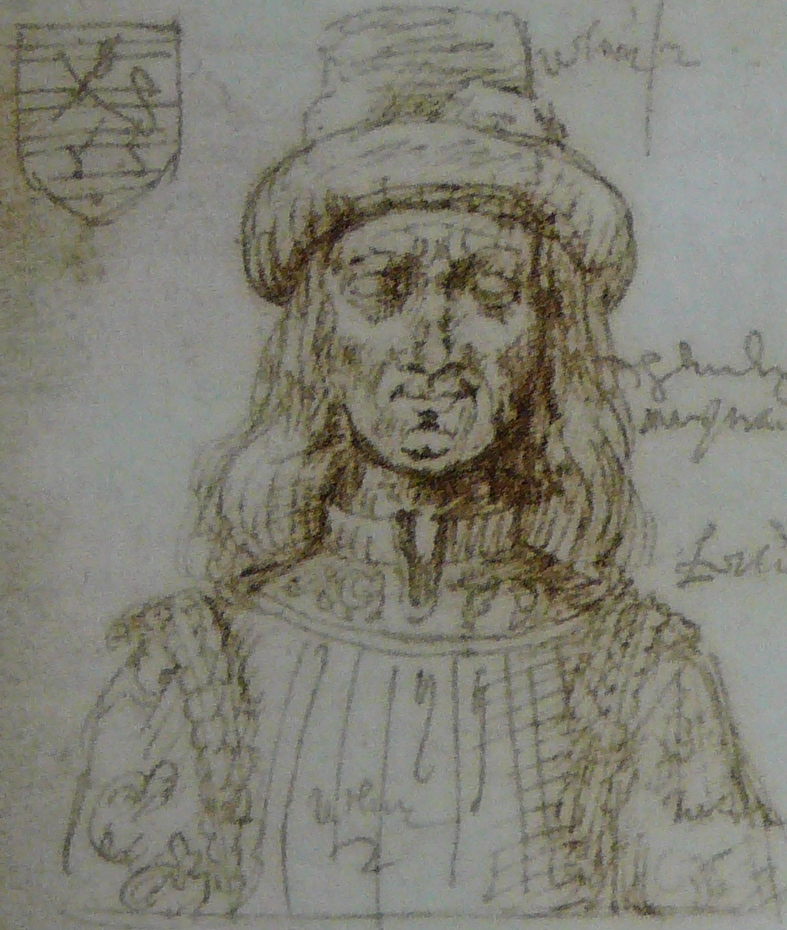
Jan Lucemburský na kresbě Antoina de Succa z r. 1602, vytvořené podle nedochovaných předloh ze 14. století. Dle Emanuela Vlčka se jedná o nejvěrnější podobu odpovídající dochované části lebky.

Fyzickou podobu Jana Lucemburského můžeme částečně rekonstruovat na základě výsledků antropologicko-lékařského průzkumu ostatků od Emanuela Vlčka z roku 1980, kronikářských záznamů a dobových vyobrazení. Jan Lucemburský byl atletické svalnaté postavy a měřil asi 170–171 cm. Měl krátkou zakulacenou hlavu s dominantním dlouhým úzkým nosem s masitými nosními křídly, nízkým horním rtem a výraznou bradou. Nosil krátce přistřižený nakadeřený vous, přistřižený knírek a nakadeřené dlouhé vlasy. Dle dobových zmínek měl světlé vlasy a modré oči. Změny na kostech potvrzují častou a vytrvalou jízdu na koni, stav lebky zase svědčí o opakovaných úderech tupými předměty do hlavy, odpovídajícími turnajové či bojové činnosti. Kroniky zaznamenávají dvě vážná zranění Jana Lucemburského na turnajích v Praze roku 1321 a Paříži roku 1335, průzkum ostatků však neodhalil žádné zlomeniny kostí ani velké úrazy kloubů. Ke ztrátě zraku došlo mezi 41. a 43. rokem života Jana Lucemburského (tedy v letech 1337 a 1339), patrně v důsledku dědičné slabozrakosti, kterou trpěl již od mládí. Vyjma slepoty konstatovalo vyšetření ostatků zdravého atletického padesátníka.

#### Příčina smrti
Výzkum ostatků konstatoval také několik nezhojených zranění odpovídajících poslednímu boji Jana Lucemburského v bitvě u Kresčaku. Jedná se především o bodnou ránu (kopím, dýkou nebo šípem), která pronikla levým okem do nitra lebky. Druhou smrtelnou ranou byla bodná rána do zad, která pronikla levou lopatkou do levé poloviny hrudníku. Na následky zjištěných poranění hlavy a hrudníku zemřel král okamžitě, nebo v průběhu krátké doby. Zjištěny byly rovněž posmrtné seky do pravé paže vedené s cílem oddělit ruku od paže nejspíše za účelem oloupení mrtvoly o cennou zbraň a prsteny. Posmrtné poškození kostry potvrzuje smrt přímo na bojišti, v souladu s líčením bitvy od kronikáře Jeana Froissarta.

#### Dobová vyobrazení[31]
Nejstarší dochované vyobrazení Jana Lucemburského je na kamenném reliéfu z domu v německé Mohuči z roku 1314. Český král je zde v roli kurfiřta vyobrazen jako rytíř v plné zbroji. Zpodobněn je také na stříbrném groši raženém v Parmě v roce 1331. Za nejzdařilejší portrét je považována kresba Antoina de Succa (1574–1620), vytvořená dle nedochované předlohy z doby, kdy byl Jan již slepý. V chrámu sv. Víta se v triforiu nachází slavnostní sochařský portrét od Petra Parléře. Jedno vyobrazení je také ve Zbraslavské kronice a na náhrobní desce Petra z Aspeltu v Mohuči.

## Jan Lucemburský ve filmu
| Miloš Kopecký   | ve filmu z r. 1969, režie Karel Steklý   |
| Stanislav Majer | ve filmu z r. 2016, režie Václav Křístek |

## Potomci
1. manželství ∞ 1310 Eliška Přemyslovna (1292–1330):
- Markéta Lucemburská (1313–1341) ∞ Jindřich II. Dolnobavorský
- Jitka/Bona Lucemburská (1315–1349) ∞ Jan II. Francouzský
- Václav/Karel IV. (1316–1378)

1. ∞ Blanka z Valois
2. ∞ Anna Falcká
3. ∞ Anna Svídnická
4. ∞ Alžběta Pomořanská

- Přemysl Otakar (1318–1320)
- Jan Jindřich (1322–1375)

1. ∞ Markéta Pyskatá
2. ∞ Markéta Opavská
3. ∞ Markéta Habsburská
4. ∞ Alžběta Oettingenská

- Anna Lucemburská (1323–1338) ∞ Ota Habsburský
- Eliška Lucemburská (1323 – před 1330)

2. manželství ∞ 1334 Beatrix Bourbonská (1318–1383)
- Václav Český (1337–1383) ∞ Johana Brabantská
- Bona

Nemanželské děti:
- Mikuláš Lucemburský (1322–1358)

## Genealogie
|                 |                           |  |                         |                         |  |  |  |  |  |  |  | Walram III. Limburský |
|                 |                           |  |                         |                         |  |  |  |  |  |  |  |                       |
|                 | Jindřich V. Lucemburský   |  |                         |                         |  |  |  |  |  |  |  |                       |
|                 |                           |  |                         |                         |  |  |  |  |  |  |  |                       |
|                 |                           |  |                         | Ermesinda Lucemburská   |  |  |  |  |  |  |  |                       |
|                 |                           |  |                         |                         |  |  |  |  |  |  |  |                       |
|                 | Jindřich VI. Lucemburský  |  |                         |                         |  |  |  |  |  |  |  |                       |
|                 |                           |  |                         |                         |  |  |  |  |  |  |  |                       |
|                 |                           |  |                         | Jindřich II. z Baru     |  |  |  |  |  |  |  |                       |
|                 |                           |  |                         |                         |  |  |  |  |  |  |  |                       |
|                 | Markéta z Baru            |  |                         |                         |  |  |  |  |  |  |  |                       |
|                 |                           |  |                         |                         |  |  |  |  |  |  |  |                       |
|                 |                           |  |                         | Filipa z Dreux          |  |  |  |  |  |  |  |                       |
|                 |                           |  |                         |                         |  |  |  |  |  |  |  |                       |
|                 | Jindřich VII. Lucemburský |  |                         |                         |  |  |  |  |  |  |  |                       |
|                 |                           |  |                         |                         |  |  |  |  |  |  |  |                       |
|                 |                           |  |                         | Bourchard IV. z Avesnes |  |  |  |  |  |  |  |                       |
|                 |                           |  |                         |                         |  |  |  |  |  |  |  |                       |
|                 | Balduin z Avesnes         |  |                         |                         |  |  |  |  |  |  |  |                       |
|                 |                           |  |                         |                         |  |  |  |  |  |  |  |                       |
|                 |                           |  |                         | Markéta II. Flanderská  |  |  |  |  |  |  |  |                       |
|                 |                           |  |                         |                         |  |  |  |  |  |  |  |                       |
|                 | Beatrix z Avesnes         |  |                         |                         |  |  |  |  |  |  |  |                       |
|                 |                           |  |                         |                         |  |  |  |  |  |  |  |                       |
|                 |                           |  |                         | Tomáš z Coucy           |  |  |  |  |  |  |  |                       |
|                 |                           |  |                         |                         |  |  |  |  |  |  |  |                       |
|                 | Felicita z Coucy          |  |                         |                         |  |  |  |  |  |  |  |                       |
|                 |                           |  |                         |                         |  |  |  |  |  |  |  |                       |
|                 |                           |  |                         | Matylda z Rethelu       |  |  |  |  |  |  |  |                       |
|                 |                           |  |                         |                         |  |  |  |  |  |  |  |                       |
| Jan Lucemburský |                           |  |                         |                         |  |  |  |  |  |  |  |                       |
|                 |                           |  |                         |                         |  |  |  |  |  |  |  |                       |
|                 |                           |  | Jindřich II. Brabantský |                         |  |  |  |  |  |  |  |                       |
|                 |                           |  |                         |                         |  |  |  |  |  |  |  |                       |
|                 | Jindřich III. Brabantský  |  |                         |                         |  |  |  |  |  |  |  |                       |
|                 |                           |  |                         |                         |  |  |  |  |  |  |  |                       |
|                 |                           |  |                         | Marie Štaufská          |  |  |  |  |  |  |  |                       |
|                 |                           |  |                         |                         |  |  |  |  |  |  |  |                       |
|                 | Jan I. Brabantský         |  |                         |                         |  |  |  |  |  |  |  |                       |
|                 |                           |  |                         |                         |  |  |  |  |  |  |  |                       |
|                 |                           |  |                         | Hugo IV. Burgundský     |  |  |  |  |  |  |  |                       |
|                 |                           |  |                         |                         |  |  |  |  |  |  |  |                       |
|                 | Adéla Burgundská          |  |                         |                         |  |  |  |  |  |  |  |                       |
|                 |                           |  |                         |                         |  |  |  |  |  |  |  |                       |
|                 |                           |  |                         | Jolanda z Dreux         |  |  |  |  |  |  |  |                       |
|                 |                           |  |                         |                         |  |  |  |  |  |  |  |                       |
|                 | Markéta Brabantská        |  |                         |                         |  |  |  |  |  |  |  |                       |
|                 |                           |  |                         |                         |  |  |  |  |  |  |  |                       |
|                 |                           |  |                         | Vilém II. z Dampierre   |  |  |  |  |  |  |  |                       |
|                 |                           |  |                         |                         |  |  |  |  |  |  |  |                       |
|                 | Vít z Dampierre           |  |                         |                         |  |  |  |  |  |  |  |                       |
|                 |                           |  |                         |                         |  |  |  |  |  |  |  |                       |
|                 |                           |  |                         | Markéta II. Flanderská  |  |  |  |  |  |  |  |                       |
|                 |                           |  |                         |                         |  |  |  |  |  |  |  |                       |
|                 | Markéta z Dampierre       |  |                         |                         |  |  |  |  |  |  |  |                       |
|                 |                           |  |                         |                         |  |  |  |  |  |  |  |                       |
|                 |                           |  |                         | Robert VII. z Béthune   |  |  |  |  |  |  |  |                       |
|                 |                           |  |                         |                         |  |  |  |  |  |  |  |                       |
|                 | Matylda z Béthuné         |  |                         |                         |  |  |  |  |  |  |  |                       |
|                 |                           |  |                         |                         |  |  |  |  |  |  |  |                       |
|                 |                           |  |                         | Alžběta z Morialmez     |  |  |  |  |  |  |  |                       |
|                 |                           |  |                         |                         |  |  |  |  |  |  |  |                       |